# Dogma o nanebevzetí Panny Marie

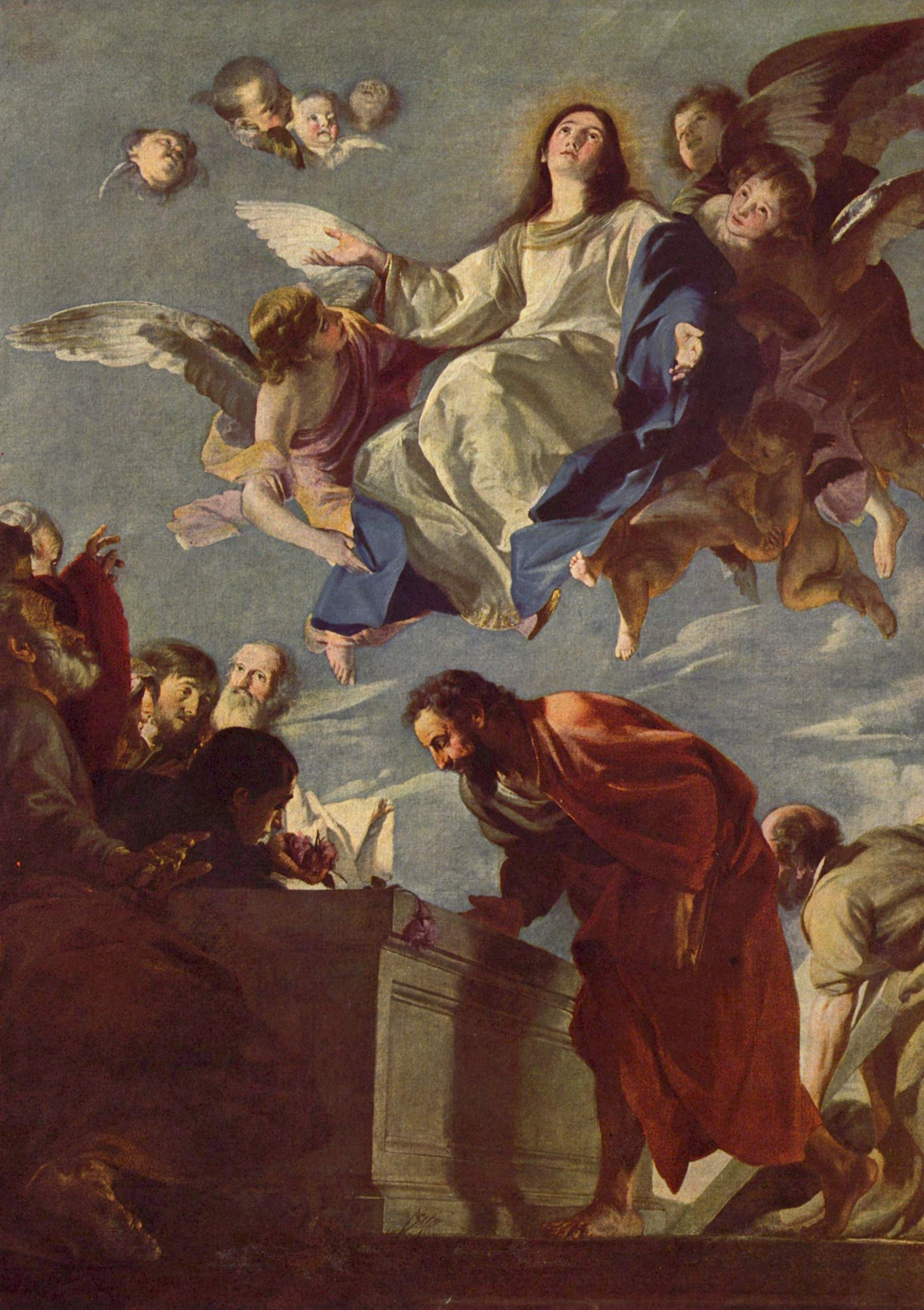
Mateo Cerezo, Nanebevzetí Mariino, kolem 1650.

Dogma o nanebevzetí Panny Marie bylo vyhlášeno papežem Piem XII. dne 1. listopadu 1950 apoštolskou konstitucí Munificentissimus Deus. Praví se v ní, že „Neposkvrněná, vždy panenská Matka Boží Maria byla po dokončení běhu pozemského života s tělem i duší vzata do nebeské slávy.“ Toto dogma nic neříká o tom, zda Panna Maria zemřela a byla hned vzata na nebesa, nebo byla vzata do nebeské slávy bez porušení smrti. V každém případě však její přítomnost v nebi s tělem i duší je v katolické víře předobrazem a zárukou přítomnosti církve ve společenství Nejsvětější Trojice a našeho pozemského putování. Jedná se zatím o jediný případ, kdy papež uplatnil své právo vyhlásit dogma se zdůrazněním vlastní neomylnosti, které mu přiřkl První vatikánský koncil roku 1870. Slavnost Nanebevzetí Panny Marie katolická církev slaví 15. srpna.
Toto přesvědčení je dogmatem katolické církve, je však (nikoliv však jako dogma) značně rozšířeno i v řadách věřících pravoslavných církví. V pravoslaví je tato slavnost zvána Zesnutím přesvaté Bohorodice. Naproti tomu drtivá většina protestantských denominací je odmítá, neboť o tělesném (ale ani žádném jiném) nanebevzetí Panny Marie se Bible nikde nezmiňuje.